# Вајт Клауд (Канзас)
Вајт Клауд (енгл. White Cloud) град је у америчкој савезној држави Канзас.

## Демографија
По попису из 2010. године број становника је 176, што је 63 (-26,4%) становника мање него 2000. године.
| Група             | 2000.       | 2010.       |
| Белци             | 162 (67,8%) | 119 (67,6%) |
| Афроамериканци    | 9 (3,8%)    | 6 (3,4%)    |
| Азијати           | 3 (1,3%)    | 0 (0,0%)    |
| Хиспаноамериканци | 13 (5,4%)   | 9 (5,1%)    |
| Укупно            | 239         | 176         |